# Ruisseau de l'Artaude
Pour les articles homonymes, voir Artaude (homonymie).
Le ruisseau de l'Artaude (ou l'Artaude) est un cours d'eau français du département de la Corrèze, affluent de rive droite de la Dordogne.

## Géographie
Le ruisseau de l'Artaude naît à 662 m d’altitude au sortir d'un étang dans le Limousin, sur la commune de Saint-Angel, à l'ouest du lieu-dit Beaune.
Il est franchi par la route départementale (RD) 120 au nord du village de Valiergues puis par les RD 982 et 63. Près du village de Saint-Étienne-la-Geneste, il passe sous les RD 168 (au nord) et 168E2 (à l'est). Il passe ensuite sous la RD 20 à l'est de Sainte-Marie-Lapanouze, avant de se jeter dans la Dordogne en rive droite, dans la retenue du barrage de Marèges, en limite des communes de Liginiac et Sainte-Marie-Lapanouze, à 408 m d’altitude. Sur un peu plus d'un kilomètre, sa partie terminale s'effectue dans une gorge profonde à son extrémité sud d'environ 150 mètres, à sa confluence avec la Dordogne.
Il est long de 14,7 km.

### Production hydroélectrique
En aval de Saint-Étienne-la-Geneste, une dérivation amène une partie des eaux de l'Artaude jusqu'au barrage des Chaumettes situé sur la Diège.

### Affluents
Pour le Sandre, le ruisseau de l'Artaude n'a qu'un seul affluent répertorié, long de 2,1 km en rive droite, sur la commune de Valiergues.

### Communes et département traversés
Le parcours du ruisseau de l'Artaude s'effectue intégralement à l'intérieur du département de la Corrèze, en région Nouvelle-Aquitaine. Il arrose sept communes :
- Saint-Angel (source)
- Valiergues
- Mestes
- Chirac-Bellevue
- Saint-Étienne-la-Geneste
- Sainte-Marie-Lapanouze (confluence)
- Liginiac (confluence)

## Monuments ou sites remarquables à proximité
- À Saint-Étienne-la-Geneste :
  - l'église Saint-Étienne des XIIe et XVIIIe siècles[3] ;
  - le château de Laveix, XVIIe au XIXe siècle[4].

- À Sainte-Marie-Lapanouze :
  - l'église Notre-Dame-de-l'Assomption d'époque médiévale, construite en granit[5] ;
  - la croix principale du cimetière dont le socle, très ancien, servait d'autel[6] ;
  - le château d'Anglard.

- La cascade du Saut de l'Artaude et la retenue du barrage de Marèges.

## Galerie

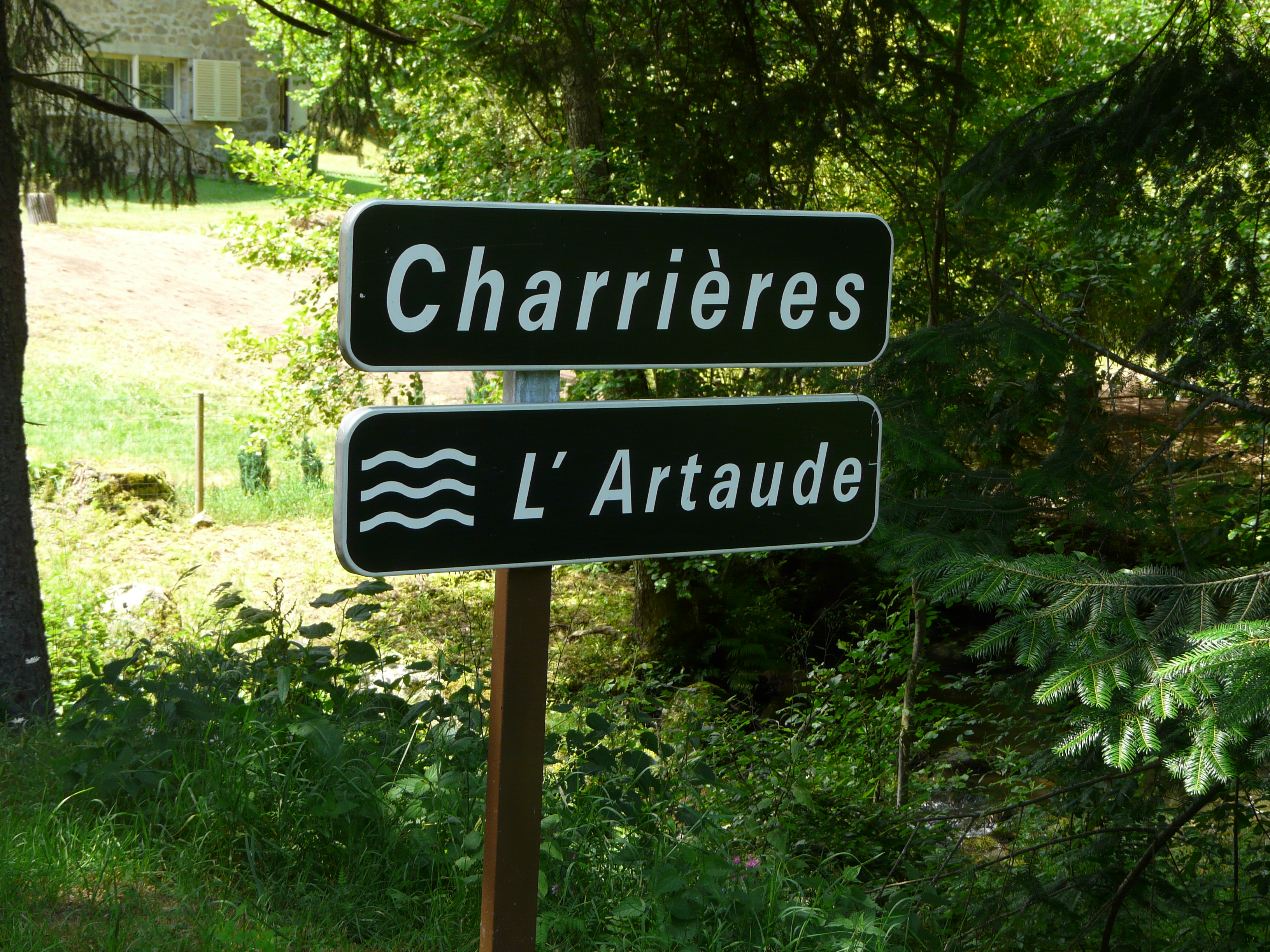
Panneau signalant l'Artaude à Charrières.
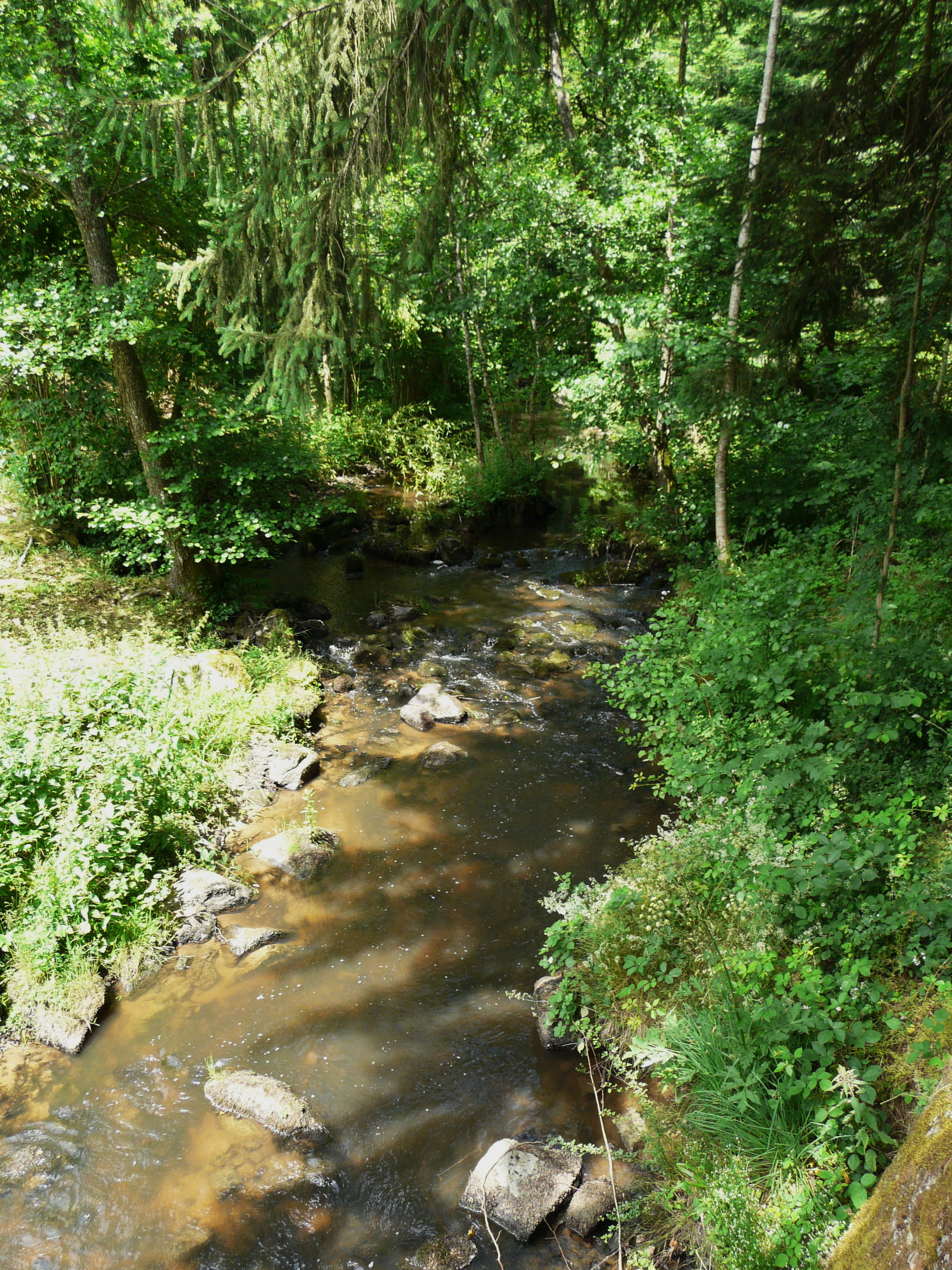
Le ruisseau de l'Artaude à Charrières.